# Jan Emeryk Rościszewski
Jan Emeryk Rościszewski, né le 4 juin 1965 à Varsovie est un entrepreneur polonais, assureur et banquier, membre de l'ordre souverain de Malte. Après avoir été président du directoire de PKO BP, il est ambassadeur de Pologne à Paris depuis avril 2022.

## Biographie
Jan Emeryk Rościszewski est issu d'une famille noble polonaise, son père étant le géographe Marcin Rościszewski (pl), participant à l'Insurrection de Varsovie. Il fait des études à l'université de Varsovie (droit, histoire et géographie) et à l'université catholique de Lublin avant de poursuivre à l'Institut d'études politiques de Paris par un DEA en relations internationales. Il obtient par la suite un certificat de courtier d'assurances et un Executive Master of Business Administration (EMBA).
Durant ses études et à la suite de l'état de siège, il participe au Comité primatial d'aide aux personnes privées de liberté et à leurs familles (d) et à la presse clandestine publiée par des membres de Solidarność. Il adhère à partir de 1990 au Porozumienie Centrum des frères Jarosław et Lech Kaczyński.
Sa vie professionnelle se déroule dans le secteur des assurances et de la banque. Il y travaille d'abord pour les groupes français Axa, Azur : de 1993 à 1996, il est administrateur des filiales polonaises Azur Ostoja et Azur Życie. À partir de 1996, il passe à Cardif Polska, filiale du groupe BNP Paribas. En 1997, il prend la direction du groupe en Pologne, et de 1998 à 2016, il est président du directoire de la société anonyme « Towarzystwo Ubezpieczeń na Życie Cardif Polska » et directeur général de Cardif Assurance Risques Divers en Pologne. Il est également nommé aux conseils de surveillance d'autres sociétés comme Pocztylion Arka PTE et développement BBI. De 2012 à 2016, il est vice-président du comité d'audit de la Chambre polonaise des assurances (Polska Izba Ubezpieczeń (d)).
À partir de 2016, il occupe diverses fonctions de direction au sein du groupe PKO BP, qu'il quitte en 2021 comme président du directoire.
En 2022, il est nommé ambassadeur à Paris, accrédité auprès du gouvernement français et de celui de la principauté de Monaco.